# 藤谷しおり
藤谷 しおり（ふじたに しおり、1974年12月22日 - ）は、日本の元AV女優。1990年代を代表する巨乳女優の1人である。

## 略歴
1993年頃にAVデビュー。1995年に引退したが、1999年にAVに復帰。2001年に2度目の引退をしている。
2008年5月、XCITYの懐かしAV女優企画、シャイニングメモリーズに登場した。

## 人物
異なるプロフィールがいくつかある。
- XCITYプロフィールでは、生年月日:1974年12月22日、身長161cm、B:93・W:59・H:87としている[3]。
- FANZAプロフィールでは、生年月日:1973年9月22日、身長158cm、B:88(Fカップ)・W:60・H:86、出身地:東京都 としている[4]。

趣味:カラオケ、マリンスポーツ。ショッピング、料理。

## 出演

### アダルトビデオ
1993年
- 美姫 パート3（8月27日、シャイ企画）＊デビュー作
- パックンしまる子ちゃん（9月30日、シャイ企画）
- 私の胸でイキますか（10月29日、シャイ企画）
- ボインやでぇ〜（11月24日、シャイ企画）
- 新・学園物語 Part 3（12月24日、シャイ企画）

1994年
- 濡れてIカップ（1月15日、笠倉出版社）
- 制服レイプ愛奴 〜着せたまま犯して（1月29日、シャイ企画）
- Beppin School 7（1月29日、英知出版）
- あなたに見せたい（2月25日、シャイ企画）
- 天然美巨乳（2月25日、ファイブスター）
- 女体育教師「下半身特訓」（3月25日、二見書房）
- 私は乳ドルIドル（3月26日、オー・ケイ出版社）
- ヴィーナスバニー 8（3月29日、シャイ企画）
- 平成ブルマー倶楽部 2（4月1日、笠倉出版社）
- AV TOPギャルズベスト10 7 あぶない贈り物 全10名（4月1日、笠倉出版社 AJV74-82）
- しおり志願の女たち（4月21日、シャイ企画）
- Spring has come 胸いっぱいの夢（4月30日、大洋図書）
- 濡れてみだれて（5月2日、明文社）
- 若奥様「桃尻」遊び（5月7日、笠倉出版社）
- 女子校生 くい込みパンティ遊び（5月14日、笠倉出版社）
- ボンテージ スペシャル（5月26日、シャイ企画）
- B-94 19才の未体験（6月2日、笠倉出版社）
- B-94 ハタチの本体験（6月7日、笠倉出版社）
- イメクラで行こう（6月10日、シャイ企画）
- 監禁女教師（6月10日、笠倉出版社）
- ナース快楽館12（6月15日、ファイブスター FV-8998）全5名
- 悶えまくりキャピキャピ巨乳（6月20日、コアブックス）
- ザ・スーパー女子校生（6月22日、ファイブスター）
- デカパイ女教師 先生がいじってあげる（6月26日、笠倉出版社）
- さよなら藤谷しおり（7月20日、シャイ企画）
- 巨乳すぎて人間失格（8月13日、OZ）
- 出前一発!（9月14日、OZ）　※視聴者参加ビデオ
- ナース物語 濡れた茂み（9月16日、笠倉出版社）
- デカパイTバック女教師（10月13日、アトラス）
- 淫花の咲くころ 白衣の下は愛の園（10月31日、エイトマン）
- AV巨乳年鑑 1 33名のSEXバトル大会（11月4日、笠倉出版社）＊オムニバス作品
- NEO出血大制服 5（11月10日、アトラス21）
- 胸を揺らして連発連射（12月7日、ヤングキッス）
- 藤谷しおりのうらの裏（12月15日、サム）
- すけべっ娘 4（12月27日、芳友舎）＊オムニバス作品
- ヤンママは同級生 2（ファイブスター FV-9014）全5名
- 性豪スペルマ天国 8（ファイブスター FV-9008）全5名
- デカパイエロゲリ（ファイブスター）

1995年
- ONANIE秘テクニック（1月5日、笠倉出版社 CAV35-50）全8名
- ムッチリ揉みましょう（1月10日、芳友舎）＊「藤谷しおりのうらの裏」を再編集したもの
- エロティック・サスペンス 死ぬか、イクか!?（1月11日、エイトマン）
- 美麗奴倶楽部 2（2月13日、笠倉出版社）
- 口全ワイセツ 19（2月23日、サム）
- 口内射精100連発 あふれるほどドッピュン（3月3日、h.m.p）
- 美乳に溺れて（3月10日、アトラス21）
- ヴィーナスバニースペシャル（3月17日、シャイ企画）
- プルンプルンティチャー（5月18日、オー・ケイ出版社）
- 快楽天国 クライマックス （7月6日、h.m.p）
- NEO出血大制服 スーパーコレクション （7月29日、アトラス21）
- 淫乱指令 AV現場に突撃せよ（10月12日、芳友舎）
- 高級オナペット倶楽部 10（10月20日、明文社）
- 極上べろべろ娘たち（11月16日、サム）
- 秘密のお遊び超ぬれぬれ （12月6日、アトラス21）
- おっぱい博覧会 淫乱バスト大乱戦（12月7日、サム）
- エロすぐり8連発 AVアイドル大集合!（12月14日、h.m.p/エイトマン IE-012）

1996年
- 巨乳!美乳!熟乳! （1月7日、笠倉出版社）
- 禁忌・名門女学園 （2月29日、オー・ケイ出版社）
- Go goパワーボインジャー 1 （3月6日、アトラス21）
- 美乳・巨乳 15年史 ぼよよん編（8月30日、サム）
- 大巨乳 ワイド90分 1（9月24日、笠倉出版社 AJV-7688）
- あの頃キミは濡れていた 傷だらけのエクスタシー（10月31日、エイトマン）
- 制服アイドルコレクション（アトラス21 MM-48）

1997年
- 超ド級乳（2月20日、コスミック出版）
- ザ・爆乳・巨乳・美乳コレクション ワイド90分（6月2日、笠倉出版社 AJV77-56）
- とくばんエレクトマガジン 秘蔵版（6月6日、アトラス21[5]）

1998年
- 巨乳伝説（メディアバンク MBV-004）VHS

1999年
- ボンデージの罠DX（4月3日、笠倉出版社）VHS
- 極乳 ナース軍団（4月23日、笠倉出版社）
- ルネッサンス　蘇るAVアイドル（9月2日、h.m.p）
- Eternity（9月9日、シャイ企画）
- AV巨乳コレクション 2（10月1日、笠倉出版社）
- マシュマロ（11月26日、メディアバンク）
- Masquerade（11月30日、シャイ企画）
- dejavu（12月24日、シャイ企画）

2000年
- 口全ワイセツのすべて（1月7日、h.m.p）
- 痴・女教師（1月15日、シー・ツー・コーポレーション）
- ナイトメア（3月11日、シー・ツー・コーポレーション）
- 女帝 藤谷しおり（3月15日、オー・ケイ出版社）
- COSTUME-PARADISE（4月1日、Mr.プレジデント）
- 痴女 3（4月20日、SODクリエイト）
- 淫楽のレースクイーン（6月7日、アタッカーズ）
- プレミアム大全集 美乳アイドル編（6月16日、メディアバンク AOD-013）
- 巨乳100連発!! 2（7月10日、h.m.p IRV01-48）
- Angel（7月19日、アイデアポケット）
- 極 口全ワイセツ カウントダウンスペシャル（7月21日、h.m.p）
- アトラス MEGA MIX 1 極上の女神たち（8月11日、アトラス21 A00-081）VHS
  - アトラス MEGA MIX 1 極上の女神たち（2015年8月31日、アトラス21 AVD-051）DVD
- 巨乳伝説（8月31日、メディアバンク）DVD
- GRACE EXPRESS（9月30日、シーツーコーポレーション）
- ナイトエンジェル file.1（11月17日、シネマジック）VHS
- 淫口女優 EX（11月24日、クリスタル映像）
- ナイトエンジェル file.2（12月15日、シネマジック）VHS
- 誘惑発情ボディー（12月15日、レイディックス）

2001年
- NEO出血大制服完全版 1（1月17日、アトラス21）
- 爆乳スペシャル（2月16日、VIP）
- 女子校生コスプレ（2月21日、ジーオーティー）
- 藤谷しおりの壺（3月1日、MOODYZ）
- エレクトクイーン10連発 PART4（3月10日、シーツーコーポレーション）
- 監禁美乳妻（4月20日、シネマジック）
- ナイトエンジェル（5月25日、シネマジック）DVD
- 淫楽のレースクィーン（6月1日、アタッカーズ）
- JOSHIKOUSEI 女子校生（7月1日、ムーディーズ）
- 藤谷しおりのFuckin'on音（7月15日、ソフトオンデマンド）
- ショップ自慢の看板ウェイトレス（7月23日、ジーオーティー）
- OL オフィスレディー（8月1日、ムーディーズ）
- 爆乳伝説 2（9月3日、フェアエスト）
- Beautiful Body & Face（9月7日、ジーオーティー KAA-41）
- プレミアアイドル6パックver.2（9月14日、VIP）
- も･も･い･ろ☆ティータイム（10月22日、ジーオーティー）
- 「痴」女シリーズ第2巻（11月20日、ソフトオンデマンド）
- 音シリーズ 第1巻（11月20日、ソフトオンデマンド）
- 色情OL・上司との関係（12月6日、ジーオーティー）
- AV30人祭 全30名（12月14日、笠倉出版社）＊オムニバス作品
- 癒し系ナース 白衣の中身（12月21日、ジーオーティー）

2002年
- ボンデージの罠DX（2月25日、笠倉出版社） ※DVD版
- 死夜悪 THE BEST 15 レースクィーンセレクト（4月15日、アタッカーズ）
- ルネッサンス -蘇るAVアイドル-（4月19日、h.m.p）
- 美姫 DVD 完全保存版（6月21日、シャイ企画）
- A.I. ATLAS INTEGRAL（6月21日、アトラス21）
- 猥褻女教師 秘密の課外授業（8月6日、笠倉出版社）
- 女子校生モミモミ巨乳番付（8月23日、ディースリー）
- Atlas Adult Actress Vol.1 16人の射激祭（9月10日、アトラス21）
- 制服レイプ 愛奴 ［DVD特別編集版］（9月20日、シャイ企画）
- 爆乳スペシャル（9月21日、VIP VIP-053）
- 姫盛り2（9月25日、アートモデルズ）
- ウルトラ大巨乳 50コの乳首 vol.1（10月25日、ディースリー）

2003年
- Angel HYPER 巨乳編（1月15日、アイデアポケット）
- RE:藤谷しおり（4月18日、シャイ企画）
- NEO出血大制服 ノーカット 2（6月30日、アトラス21）
- FACEお姉さまセレクション 4（7月30日、アウダースジャパン）
- 死夜悪アンソロジー 4（9月8日、アタッカーズ）
- 監禁美乳妻スペシャル（9月19日、シネマジック）
- 有名女優たちの極舌しゃぶりづくし（9月22日、春風企画）
- 女子校生20年史 Deluxe 1（12月5日、エイヴィジャパン）＊オムニバス作品

2004年
- 口全ワイセツBEST Ⅱ（5月21日、h.m.p）
- ナースSEX20年史 デラックス（11月12日、ディースリー）

2005年
- 超しゃぶり Super Selection（1月14日、デジタルバンク）
- The Best of No.1 美里真理 Deluxe 〜緊縛女教師篇〜（2月11日、Five Star）

2006年
- BEST4時間 藤谷しおり（2月27日、アトラス21）

2007年
- 極限ファック…イクまでやめない女たち（10月31日、ビデオバンク）

2008年
- The Best of No.1 藤谷しおり Deluxe（2月8日、メディアバンク）
- コミックまぁるまん 2008年9月号 特別付録DVD（9月、ぶんか社）

2009年
- 夜のAVヒットスタジオ ゴージャス300分（9月26日、群雄社）

2012年
- 制服美少女の殿堂 最上級のAV女優×女子校生（2月13日、オールアダルトジャパン）
- 巨乳AV女優の頂点 最上級の巨乳モデルがメーカーを越えて夢の共演（2月13日、オールアダルトジャパン）
- AV女優100人 2 伝説＆現役のトップ女優たち（3月13日、オールアダルトジャパン）

発売年不明
- WaiWaiくらぶ第26号（リイド社）VHS ISBN 4-8458-1226-6
- FACE 24 僕の知らない彼女の素顔（アウダースジャパン FA-024）VHS
- 秋葉原限定FACE 催眠 SP Vol.3＆4（アウダースジャパン FASD-021）DVD

### オリジナルビデオ・Vシネマ
- ナンパ屋★KEN（1995年1月13日、東映ビデオ）監督:望月六郎[6]

## 写真集
- 藤谷しおり写真集 SHIORI（1994年1月20日、撮影：平田友二、英知出版）
- 藤谷しおり写真集 Pichi Pichi（1994年2月20日、撮影：古川春彦、オークラ出版）ISBN 9784871838993
- 文庫サイズ写真集 マドンナメイト・ハード 淫写!巨乳三姉妹 藤谷しおり・君矢摩子・麻生絵美（1994年4月25日、撮影：北野浩平、マドンナ社）ISBN 9784576940540
- 藤谷しおり写真集 天然華（1994年6月1日、撮影：山岸伸、笠倉出版）ISBN 9784773001907
- 藤谷しおり写真集 東京プライベート（1994年6月15日、撮影：隆好、宝島社）ISBN 9784796608282
- 藤谷しおり写真集 巨乳コレクションVol.2（1994年11月25日、撮影：山岸伸、黒田出版興文社）ISBN 9784876732241
- HEART PICTURE BOOK59 藤谷しおり HEAVEN BEACH（1995年3月25日、桜桃書房）ISBN 9784756701671
- 女性アイドル写真集 未発表 AV現場ナマ写真集 顔射満載!!12人エクスタシー 白石ひとみ・朝岡実嶺・水沢早紀・藤谷しおり 他（1996年12月25日、綜合図書）全12名 ISBN 9784915450044

## 雑誌
- 写真集系雑誌 月刊 ザ・テンメイ 1994/2月号 藤谷しおり・新井リカ 他（1994年2月1日、竹書房）撮影:加納典明
- 写真集系雑誌 ラブコレクション 可愛い裸族大発見! かとう由梨・藤谷しおり・西田ももこ・青木詩央理（1994年3月15日、ワニマガジン社）
- 写真集系雑誌　ザ・ベストヌードセレクション THE SPARK GIRLS Vol.2 小松みゆき・竹井みどり・藤谷しおり 他（1994年4月1日、KKベストセラーズ）
- 写真集系雑誌 PHOTO SHOT Vol.1 水島裕子・美里真理・坂巻かおり・藤谷しおり 他（1994年4月25日、英知出版）
- 写真集系雑誌 PHOTO SHOT Vol.2 怒涛の初ヌード3連発!! 西尾悦子・青沼ちあさ・杉本ゆみか・藤谷しおり 他（1994年6月25日、英知出版）
- 写真集系雑誌 Super Shot 完全保存版 浅倉舞・藤田リナ・桜沢かおる・藤谷しおり 他（1995年4月15日、英知出版）

## ゲーム
- セクシーアイドル麻雀 野球拳の詩 安藤有里・美里真理・憂木瞳 他 全16名（1995年1月31日、日本物産                     、PCエンジンスーパーCDソフト）
- バーチャルカメラマン part4（1995年6月2日、ナグザット、3DO）